# No Mercy (2008)
No Mercy (2008) foi um evento pay-per-view realizado pela World Wrestling Entertainment, ocorreu no dia 5 de outubro de 2008 no Rose Garden em Portland, Oregon. Esta foi a 11ª edição da cronologia do No Mercy.

## Resultados
| #                              | Lutas                                                                 | Estipulação                                                                   | Tempo        |
| ------------------------------ | --------------------------------------------------------------------- | ----------------------------------------------------------------------------- | ------------ |
| Luta preliminar                | The Colóns (Carlito e Primo Colon) derrotaram John Morrison e The Miz | Luta de duplas                                                                | Desconhecido |
| 1                              | Matt Hardy (c) derrotou Mark Henry (com Tony Atlas)                   | Luta individual pelo ECW Championship                                         | 08:08        |
| 2                              | Beth Phoenix (com Santino Marella) (c) derrotou Candice Michelle      | Luta individual pelo WWE Women's Championship                                 | 04:40        |
| 3                              | Rey Mysterio derrotou Kane por desqualificação                        | Luta individual; Se Mysterio fosse derrotado, teria de retirar a máscara      | 10:10        |
| 4                              | Batista derrotou John "Bradshaw" Layfield                             | Luta individual para definir o desafiante pelo World Heavyweight Championship | 05:18        |
| 5                              | The Big Show derrotou The Undertaker por nocaute                      | Luta individual                                                               | 10:04        |
| 6                              | Triple H (c) derrotou Jeff Hardy                                      | Luta individual pelo WWE Championship                                         | 17:01        |
| 7                              | Chris Jericho (c) derrotou Shawn Michaels                             | Luta de escadas pelo World Heavyweight Championship                           | 22:20        |
| (c) Campeão(s) antes das lutas |                                                                       |                                                                               |              |